# Der Pfad des Kriegers
Der Pfad des Kriegers ist ein Dokumentarfilm des Regisseurs Andreas Pichler aus dem Jahr 2008. Er erzählt das Leben des jungen Geistlichen Michael Nothdurfter, der sich in den 1980er Jahren in Bolivien am Guerillakrieg beteiligte. Der Film versucht aufzuzeigen, wie sich der aus Südtirol kommende Michael Nothdufter zunehmend radikalisiert. Als angehender Priester will er, inspiriert durch die Befreiungstheologie, gegen das Elend und die Armut kämpfen. Schlussendlich schließt er sich einer linken Guerillabewegung an. Nach der Geiselnahme eines Industriellen wird er bei einem Fluchtversuch erschossen.